# Mines d'argent de Kongsberg
 (mars 2025).
Si vous disposez d'ouvrages ou d'articles de référence ou si vous connaissez des sites web de qualité traitant du thème abordé ici, merci de compléter l'article en donnant les références utiles à sa vérifiabilité et en les liant à la section « Notes et références ».
Les mines d'argent de Kongsberg sont un ensemble de mines situés à Kongsberg dans le comté de Buskerud, dans le sud-est norvégien. L'exploitation de ce gisement commença en 1623, et les opérations continuèrent sans interruption jusqu'en 1958. Il y a au total plus de 80 mines, et le site était le plus grand lieu de travail de l'époque préindustrielle en Norvège, avec au maximum 4 000 travailleurs à son apogée dans les années 1770. La ville de Kongsberg était alors la deuxième plus peuplée du pays (après Bergen). De nos jours, la mine est une attraction touristique importante.